# 8616 Fogelquist
8616 Fogelquist este un asteroid din centura principală de asteroizi.

## Descriere
8616 Fogelquist este un asteroid din centura principală de asteroizi. A fost descoperit pe 16 martie 1980 la Observatorul La Silla de Claes-Ingvar Lagerkvist. El prezintă o orbită caracterizată de o semiaxă mare de 2,33 ua, o excentricitate de 0,17 și o înclinație de 5,2° în raport cu ecliptica.